# ルナ・バション
ルナ・バション（"Lunatic" Luna Vachon、本名：Gertrude Elizabeth Vachon、1962年1月12日 - 2010年8月27日）は、カナダ・ケベック州モントリオール出身の女子プロレスラー、マネージャー。
父親は元AWA世界タッグ王者のポール "ザ・ブッチャー" バション、伯父は元AWA世界ヘビー級王者でありWWE殿堂者のモーリス "マッドドッグ" バション、叔母は元AWA女子王者のビビアン・バションというプロレスリング・ファミリーに育った。元夫のデビッド・ヒースもプロレスラーである。

## 来歴
叔母のビビアンとファビュラス・ムーラのトレーニングを受け、1985年にムーラの主宰する女子プロレス団体にてデビュー。同年よりNWAフロリダ地区に入り、ロックことウィノナ・リトルハートと「ドーターズ・オブ・ダークネス（The Daughters of Darkness）」なるタッグチームを結成。髪を半分剃り上げ、毒々しいメーキャップを施した怪奇派のヒールとして頭角を現し、ケビン・サリバン率いるアーミー・オブ・ダークネスに加入、パープル・ヘイズ、マハ・シン、フォーリン・エンジェルらと共闘した。
1986年にはジャパン女子プロレスの旗揚げ第2弾シリーズに初来日。このときはロックとともに「女子版ウォリアーズ」と謳われ、父のポール・バションもマネージャーとして来日している。その後、カナダ・カルガリーのスタンピード・レスリングやプエルトリコのWWCなどを転戦して、デビッド・ヒースとトム・ナッシュの覆面タッグチーム、ブラックハーツのマネージャーを担当した。
1993年、WWFに初参戦。センセーショナル・シェリーと仲間割れしたショーン・マイケルズのセコンドとしてレッスルマニア9に登場し、以降シェリーと抗争を展開。シェリーの離脱後は1993年下期よりバンバン・ビガロ、1994年からはブル中野のマネージャーとなり、ブルと共に当時のWWF女子王者アランドラ・ブレイズと抗争した。
WWFを離れてからはUSWAやECWに登場。ECWではスティービー・リチャーズからスチール・ケージ・マッチで勝利を収めている。バンパイア・ウォリアーことヒースのマネージャーも務め、1997年はヒースがバリー・ヒューストンを新パートナーに再結成したブラックハーツに同伴してIWAジャパンに来日。初代王者に認定されていたAWF女子王座の防衛戦も行われたが、元川恵美に破れ、タイトルを失った。1997年にはWCWにも単発出場している。
1997年の末にWWFと再契約。より変態的なキャラクターの "The Artist Formerly Known As Goldust" に変身したゴールダストの新マネージャーを担当し、マーク・メロ&セイブルと抗争を展開。1998年のレッスルマニア14では両チームによるミックスド・タッグマッチが行われた。その後はクルガン、ゴルガ、ジャイアント・シルバらの怪物軍団「ヒューマン・オディティーズ（The Human Oddities）」の一員となり、1998年下期からは彼らと共にベビーフェイスにも転向した。オディティーズ解散後の1999年はアイボリー（リサ・モレッティ）やジャクリーンを相手に女子王座戦線で活動したが、2000年初頭にバックステージでのトラブルがもとでWWFを解雇された。なお、同時期WWFにはヒースがギャングレルのリングネームで在籍していたが、ルナとの共闘は実現しなかった。
以後、2000年代はレスラー兼マネージャーとして各地のインディー団体を転戦。オーストラリアのワールド・レスリング・オールスターズやイギリスのオールスター・レスリングなど、海外にも遠征した。
2004年、元プロレスラーのニキタ・コロフにより洗礼を受け新生キリスト教徒となる。2006年にヒースと離婚。翌2007年にプロレスリング・ビジネスから引退、フロリダ州ポートリッチーにてレッカー車のドライバーに転じた。
2010年8月27日、フロリダにある母親の自宅にて死去。48歳没。死因は鎮痛剤として用いていたオキシコドンの過剰摂取ともされている。2019年、WWE殿堂のレガシー部門に迎えられた。

## 獲得タイトル
- USWA女子王座：1回 [19]
- AWF女子王座：1回[11]
- LMLW女子王座：1回
- GLCWレディース王座：1回
- SWFレディース王座：1回
- WWOW TV王座：1回
- POWWタッグ王座：2回（w / ホット・ロッド・アンディー）
- WWE殿堂（レガシー部門）：2019年[18]